# Premijer futsal liga BiH
Premijer futsal liga BiH je najviše malonogometno (dvoranski nogomet) klupsko natjecanje u Bosni i Hercegovini. U ligi sudjeluje 10 klubova. Liga je osnovana 2013. godine.

## Sezona 2016./17.
- MNK Sofić, Konjic
- MNK Zrinjski, Mostar
- MNK Centar, Sarajevo
- MNK Mostar SG, Mostar
- MNK Salines, Tuzla
- KMF Tango, Istočno Sarajevo
- MNK Brotnjo, Čitluk
- KMF Leotar, Trebinje
- MNK Seljak, Livno
- MNK Kaskada, Gračanica
- KMF Nevesinje, Nevesinje
- KMF Čelinac, Čelinac

## Dosadašnji prvaci
- 2024./25. – MNK Bubamara, Cazin
- 2022./23. – MNK Hercegovina, Široki Brijeg
- 2022./23. – KMF Radnik MD SHOP, Bijeljina
- 2021./22. – Mostar SG staklorad, Mostar
- 2020./21. – Mostar SG staklorad, Mostar
- 2019./20. – Bez prvaka (Liga je prekinuta zbog pandemije COVID-19).
- 2018./19. – Mostar SG staklorad, Mostar
- 2017./18. – Mostar SG staklorad, Mostar
- 2016./17. – Mostar SG staklorad, Mostar
- 2015./16. – MNK Centar, Sarajevo
- 2014./15. – MNK Centar, Sarajevo
- 2013./14. – MNK Centar, Sarajevo[1]

## Vanjske poveznice
- Premijer futsal liga BiH na nfsbih.net